# Veitsdom

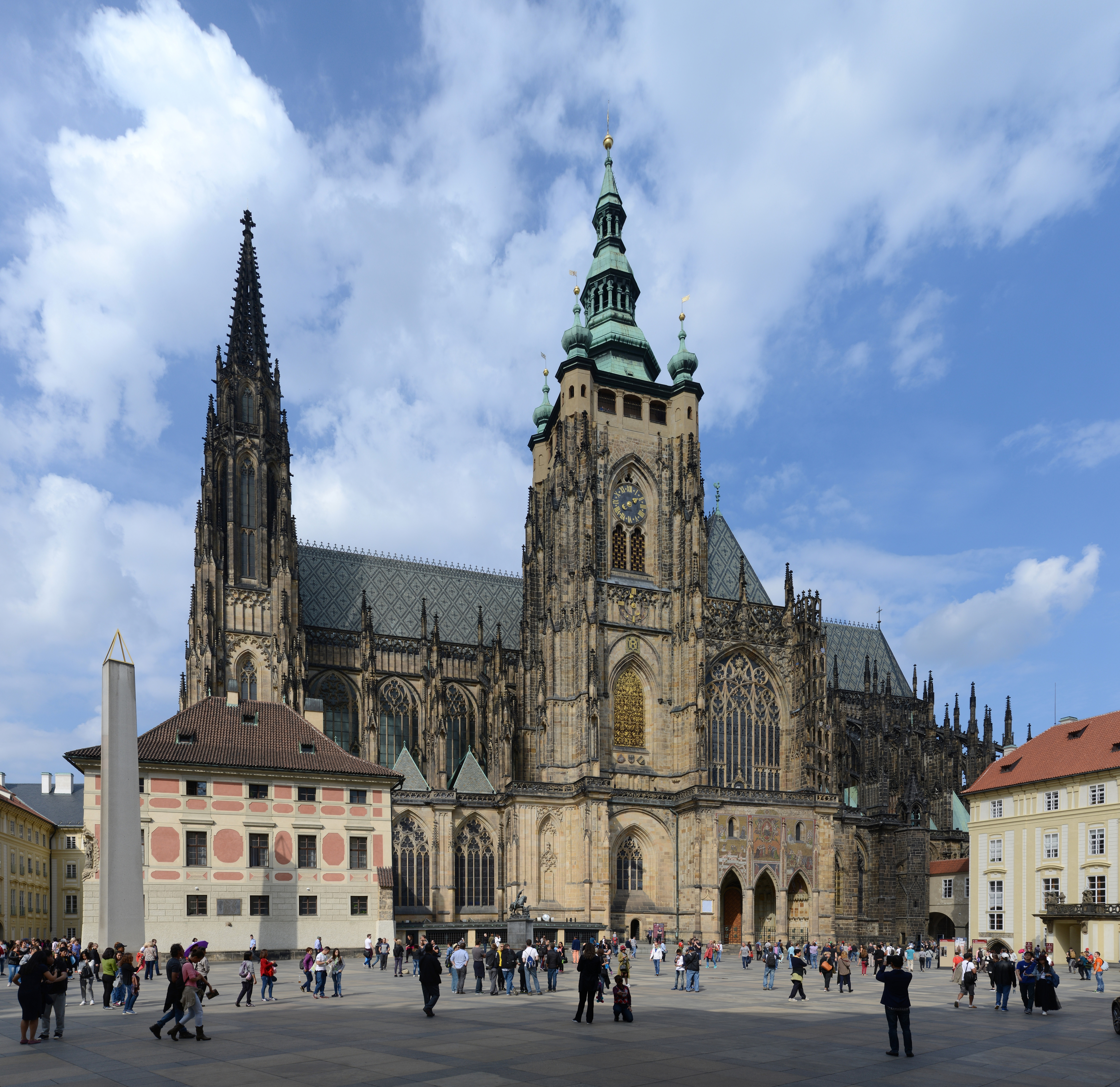
Der Veitsdom auf der Prager Burg

Der Veitsdom (tschechisch Katedrála sv. Víta), voller Name Dom St. Veit, Wenzel und Adalbert (tschechisch Katedrála sv. Víta, Václava a Vojtěcha), auf der Prager Burg ist die Kathedrale des Erzbistums Prag und das größte Kirchengebäude Tschechiens. Er wurde unter Kronprinz Karl, dem späteren Kaiser Karl IV., ab 1344 erst von dem französischen Architekten Matthias von Arras und dann vor allem durch den deutschen Baumeister Peter Parler nach Vorbild der französischen Königskathedralen errichtet. Die böhmischen Könige zogen in einer feierlichen Prozession über den Königsweg aus der Prager Altstadt in den Veitsdom hinein, der als Krönungskirche diente. Der gotische Sakralbau enthält neben den Grablegen der böhmischen Herrscher auch die Krönungsinsignien, die in der Kronkammer aufbewahrt werden. Der Veitsdom ist Teil des Welterbes Historisches Zentrum von Prag.

## Geschichte

### Baugeschichte

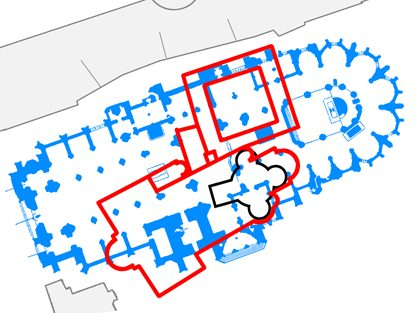
Grundriss des heutigen Veitsdoms mit Lage der romanischen Vorgängerbauten

Mit dem Bau des heutigen Gebäudes (nach der Rotunde und der Basilika schon des dritten Baues auf dieser Stelle, zugleich der ersten Kathedrale – der Zeit entsprechend einer gotischen) wurde am 21. November 1344 auf Anweisung Karls IV. begonnen, nachdem Prag durch die Bulle des Papstes Clemens VI. vom 30. April 1344 zum Erzbistum erhoben worden war. Der damalige Bau endete an der Stelle, wo sich heute das Transept befindet – der Rest des heutigen Baues, d. h. von dem Transept bis zum heutigen Haupteingang, wurde erst im 19. und 20. Jahrhundert gebaut. Die Geschichte des Baus reicht allerdings einerseits bis in das 10. Jahrhundert zurück, andererseits kam es zu einer mehrhundertjährigen Bauunterbrechung bis ins letzte Drittel des 19. Jahrhunderts. Der Bau erfolgte anstelle einer 925 unter dem hl. Wenzel errichteten Rotunde und der 1060 unter Spytihněv II. begonnenen dreischiffigen romanischen Basilika. Spytihnew starb bereits 1061; der eigentliche Bauherr der neuen Kirche war sein Bruder und Nachfolger Vratislav II. Die doppelchörige Basilika war wesentlich kleiner als der heutige Bau. Teile der Rotunde mit den Gräbern der Heiligen wurden in den Neubau integriert, so etwa die Südapsis mit dem Wenzelsgrab.

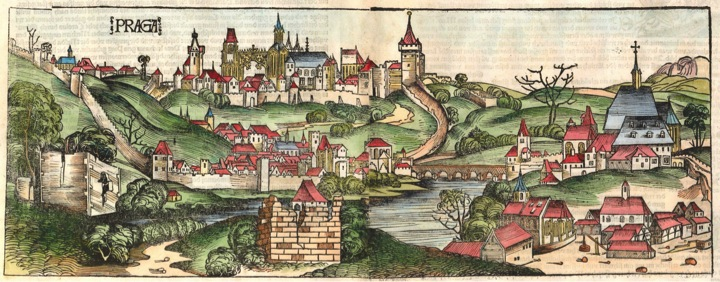
Ansicht auf Prag und den Dom aus der Schedelschen Weltchronik

Zu Beginn leitete der französische Baumeister Matthias von Arras den gotischen Neubau. Nach seinem Tod 1352 führten der aus Schwäbisch Gmünd stammende Peter Parler und im letzten Viertel des 14. Jahrhunderts dessen Söhne Wenzel Parler und Johann Parler der Jüngere die Arbeiten fort, später übernahm der 1418 erstmals erwähnte Meister Petrlík (Peterchen) den Weiterbau. Bis zum Beginn der Hussitenkriege 1420 waren der Chor und der Grundstock des Hauptturms fertiggestellt. Durch den immer langsameren Weiterbau wurden nur noch das zweite und dritte Geschoss im spätgotischen Stil errichtet. Der Stadtbrand von 1541 zerstörte den unvollendeten Westteil der gotischen Kirche.
Der Turmaufsatz wurde in den Jahren 1560 bis 1562 von Bonifaz Wohlmut und Hans Tirol geschaffen und im 18. Jahrhundert im Stil der Renaissance verändert, blieb jedoch unvollendet. 
Im Zeitalter der Reformation war der Dom eine signifikante Schnittstelle der Konfessionen. Infolge der Krönung Friedrich V. von der Pfalz (poetisierend genannt „Winterkönig“) diente er den Calvinisten als Pfarrkirche. Ein Großteil der kostbaren, gotischen Ausstattung des Domes wie zahlreiche Heiligenskulpturen und geweihte Altarbilder, wurden von den protestantischen Ikonoklasten zerstört.

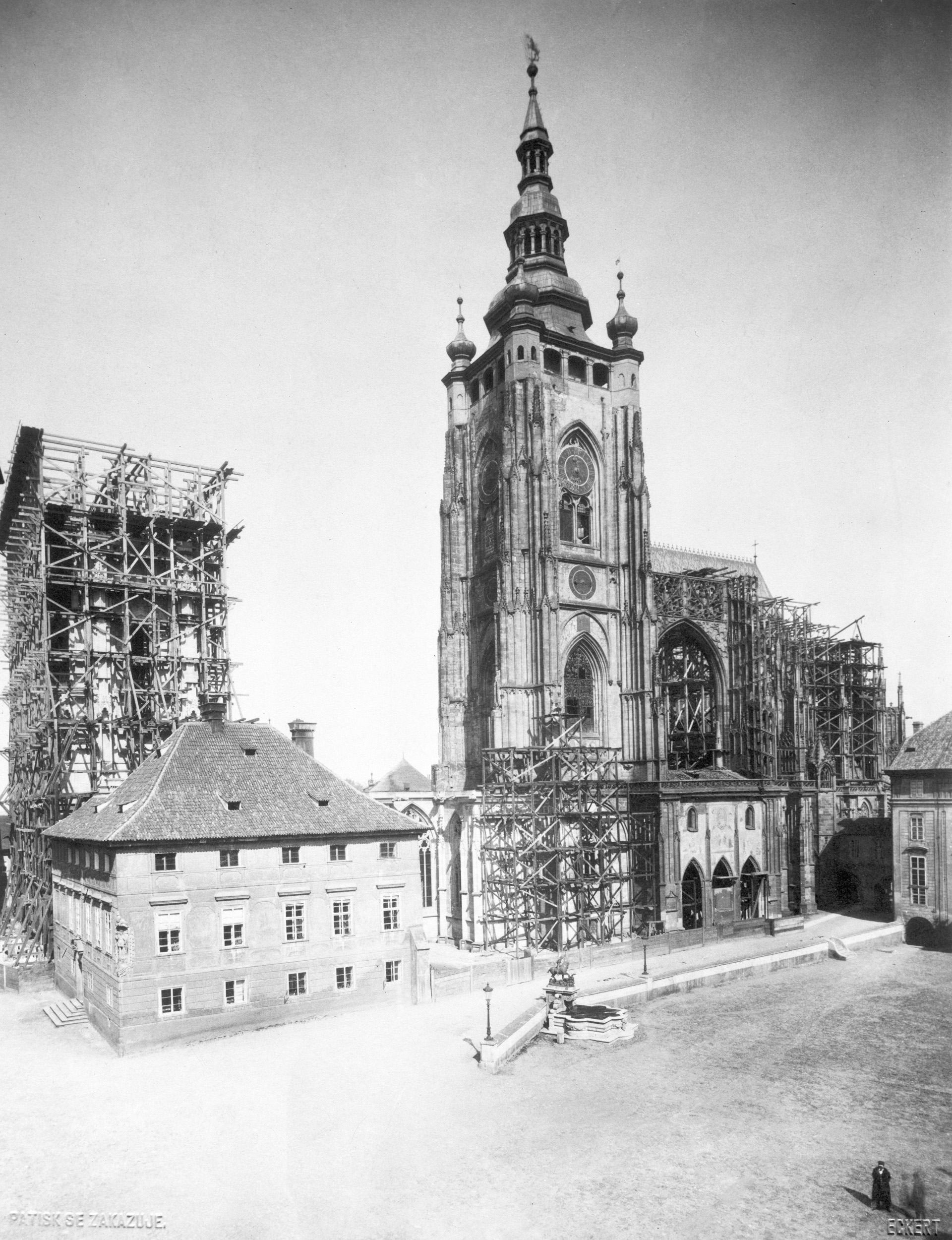
Der Bauzustand von 1887

Václav Michal Pešina (1782–1859), Kanoniker am Dom, wirkte als Initiator des Weiterbaus im 19. Jahrhundert. Im Jahr 1859 wurde der Prager Dombauverein gegründet und 1861 begannen die Arbeiten. Erster Dombaumeister dieser zweiten Bauphase war Joseph Kranner, ein Vertreter der Neogotik. 1873 wurde Josef Mocker mit der Fertigstellung des Veitsdoms beauftragt. Auf seinen Entwurf hin wurde umstrittenerweise die neogotische Westfassade mit zwei Türmen errichtet, die die ursprüngliche Süd-Ausrichtung des Baus etwas relativiert. Der südliche, zur Stadt zugewandte Hauptturm wurde deswegen auch nicht mehr in seiner ursprünglich geplanten Form weitergeführt. Die endgültige Fertigstellung der Kirche nach einer Bauunterbrechung im 15. Jahrhundert dauerte bis zur Vollendung des Baus im Jahr 1929 durch Mockers Nachfolger Kamil Hilbert. Am 29. September dieses Jahres wurde der Dom zum tausendjährigen Todestag des Hl. Wenzel eingeweiht.

### Aufsicht
Ein vierzehn Jahre dauernder Rechtsstreit zwischen dem tschechischen Staat und der katholischen Kirche in Tschechien um das Eigentumsrecht an der 1954 enteigneten Kathedrale wurde im Januar 2007 vom Obersten Gericht zugunsten des Staates entschieden, nachdem ein untergeordnetes Gericht sie zunächst der Kirche zugesprochen hatte. Die Erzdiözese Prag legte gegen das Urteil Einspruch ein. Der tschechische Staat, vertreten durch den Staatspräsidenten Václav Klaus, und die katholische Kirche, vertreten durch den Prager Erzbischof Dominik Duka, konnten sich einigen.  Die Aufsicht über den Veitsdom wird an einen Rat von sieben Persönlichkeiten (u. a. den Staatspräsidenten, den Erzbischof, den Prager Oberbürgermeister und die Vorsitzenden der beiden Kammern des tschechischen Parlaments) delegiert, die auch als Einzige jeweils einen Schlüssel zur Kammer mit den böhmischen Krönungsinsignien besitzen, wobei sich die Kammer nur öffnen lässt, wenn alle sieben Schlüssel benutzt werden.

## Architektur

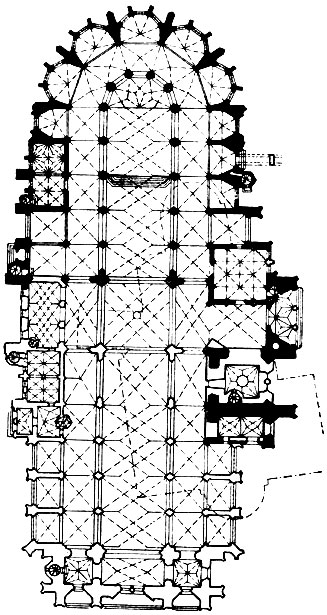
Grundriss (Osten ist oben)

Goldene Pforte mit Mosaik des Jüngsten Gerichts (annotiert)

### Maße
Der mächtige dreischiffige Dom wurde im Stil der Gotik erbaut. Er ist die größte Kathedrale Tschechiens.
- Länge Hauptschiff: 124 Meter
- Breite Querschiff: 60 Meter
- Höhe innen: 33 Meter
- Höhe Hauptturm: 99 Meter

### Baustil

Panorama des Querschiffs

Der Veitsdom ist architektonisch und stilistisch wegweisend für die weitere Entwicklung der Spätgotik. Zahlreiche Maßwerkmotive finden sich hier zum ersten Mal und verbreiteten sich ausgehend von der Bauhütte des Veitsdoms über ganz Europa. Darüber hinaus ist der Chor des Doms einer der ersten Bauten mit dem Parallelrippengewölbe, das in zahlreichen Bauwerken der Spätgotik angewandt wurde. Die Vorhalle vor dem Südquerhausportal besitzt ein besonders kunstvolles Gewölbe mit frei hängenden Rippen. In der Sakristei des Veitsdoms findet sich ein Gewölbe mit hängendem Schlussstein. Als weitere architektonische Besonderheiten sind die Triforiengalerie mit porträthaften Büsten der Baumeister und Auftraggeber sowie die erkerartigen, schräggestellten Fensterteile im Obergaden des Chors zu erwähnen.

## Ausstattung
Im Inneren des Doms findet sich eine überaus reiche Ausstattung. Die bedeutendsten, noch von Parler stammenden Arbeiten befinden sich in der mit Halbedelsteinen und vergoldetem Stuck ausgekleideten Wenzelskapelle im südlichen Seitenschiff. Aus dem 16. Jahrhundert stammt das von Alexander Colin in der Mitte des Chores errichtete Grabmal der Habsburger. Von der barocken Ausstattung ist am bedeutendsten das 1733–36 nach Entwürfen Joseph Emanuel Fischer von Erlachs und dem Modell des Bildhauers Antonio Corradini vom Silberschmied Johann Joseph Würth ausgeführte Hochgrab des heiligen Johannes von Nepomuk. Die frühbarocke Kanzel stammt aus dem Jahre 1618. Unter der Leitung von Kamil Hilbert, der 1899 Nachfolger des Dombaumeisters Joseph Mocker wurde, entstand der neugotische Hochaltar, viele zeitgenössische tschechische Künstler wirkten  an der Innenausstattung mit. Das sogenannte Fenster der Landespatrone in der Neuen Erzbischöflichen Kapelle (westlich des Nordeingangs) vollendete 1931 der Glaskünstler Jan Veselý nach einem Entwurf von Alfons Mucha; die beiden großen Glasfenster „Ausgießung des Hl. Geistes“ und „Das Jüngste Gericht“ entwarf Max Švabinský (1934).

### Reliquienkult
Seit 1355 wird das Haupt des Heiligen Veit im Veitsdom als Reliquie aufbewahrt, außerdem die Hunde des Heiligen Adalbert, die Hunde des Heiligen Wenzel, das Schwert des Heiligen Stefan, ein Zahn der Heiligen Margarete, ein Teil des Schienbeins des Heiligen Vitale, eine Rippe der Heiligen Sophie, die Kinnlade des Heiligen Eoban, ein Splitter aus dem Kreuz Jesu, das Tischtuch des Heiligen Abendmahls, ein Kleid der Jungfrau Maria sowie der Stab des Mose.

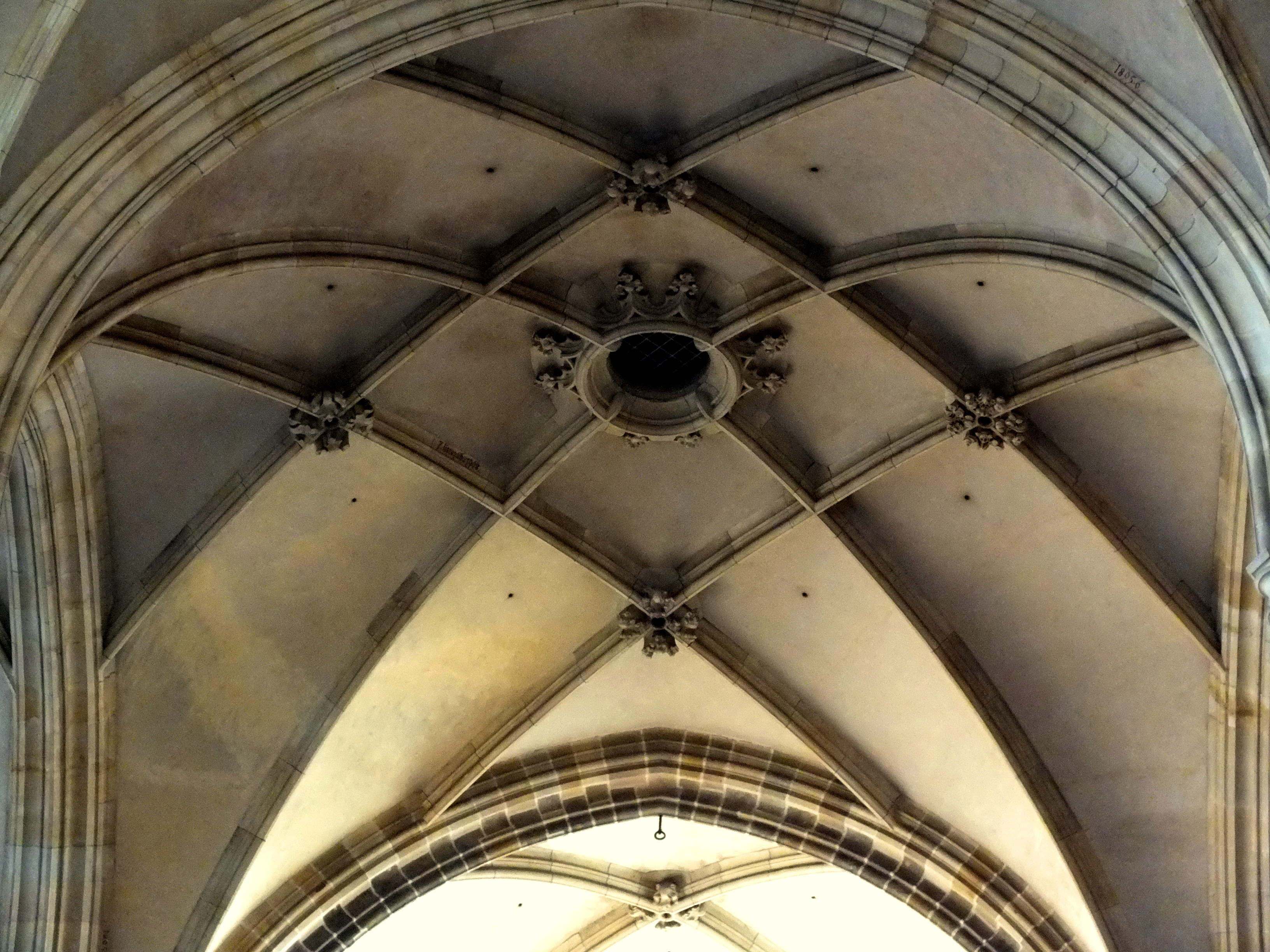
Parallelrippengewölbe mit Schlussstein
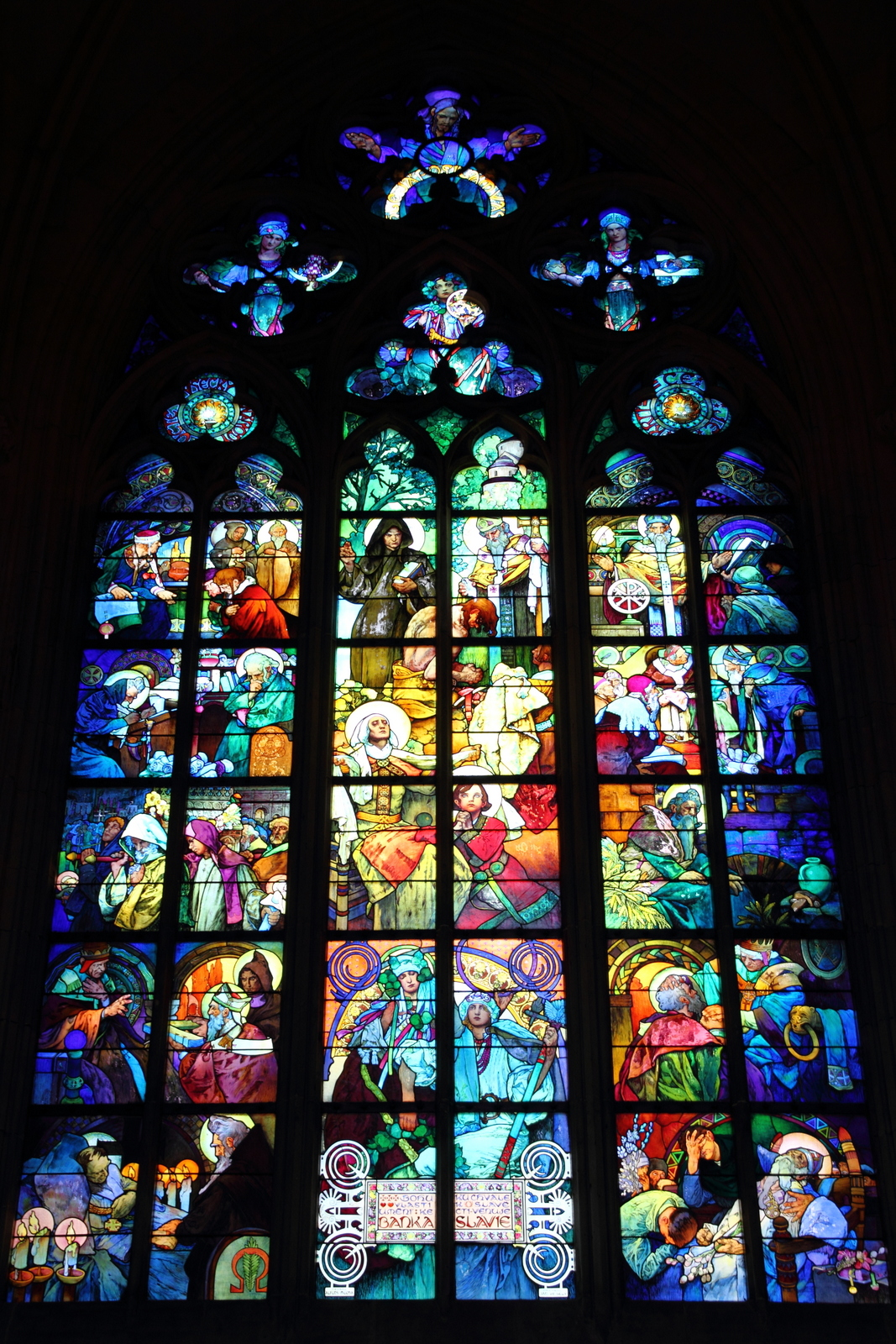
Glasfenster im Nord-Seitenschiff, Entwurf Alfons Mucha, Ausführung Jan Veselý
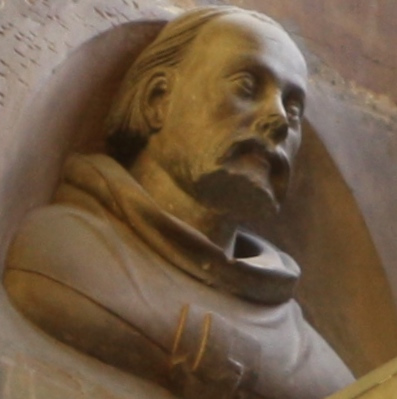
Büste Peter Parlers am Triforium
St. Adalbert, Silberskulptur von Karla Vobiṥová, postum 2018 (Entwurf 1938)
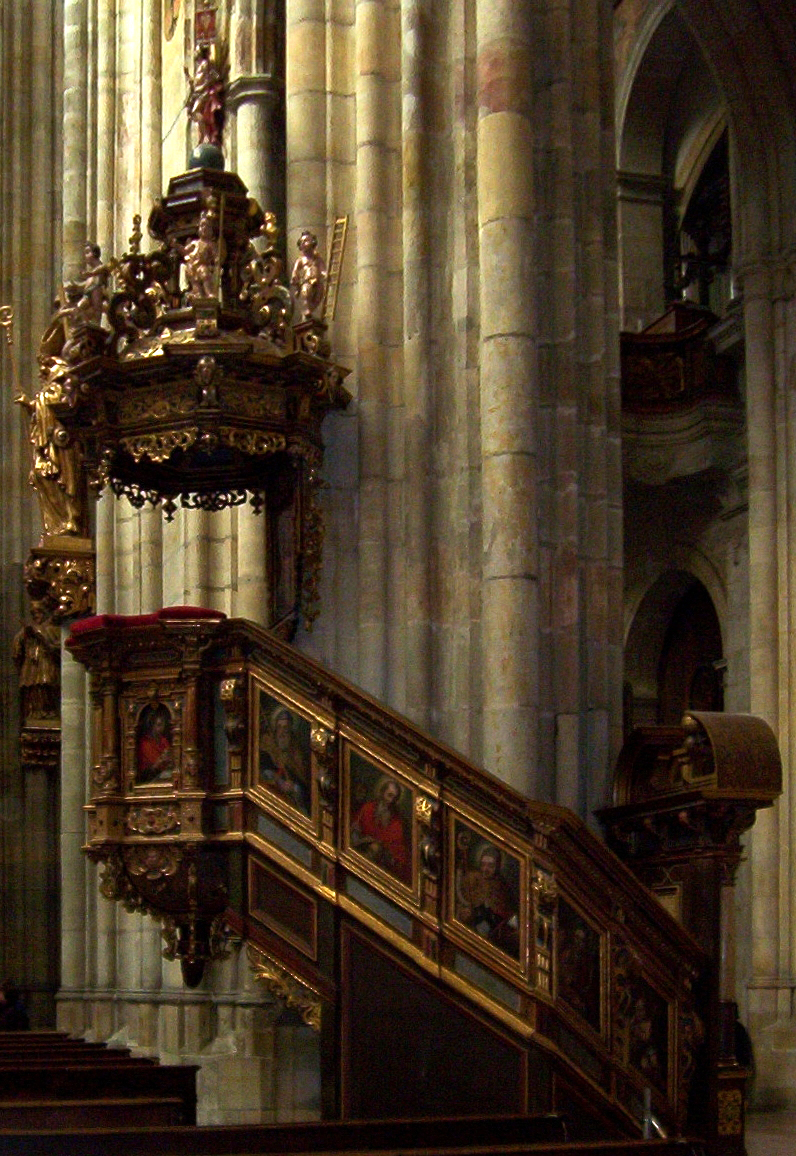
Kanzel

### Krönungskirche

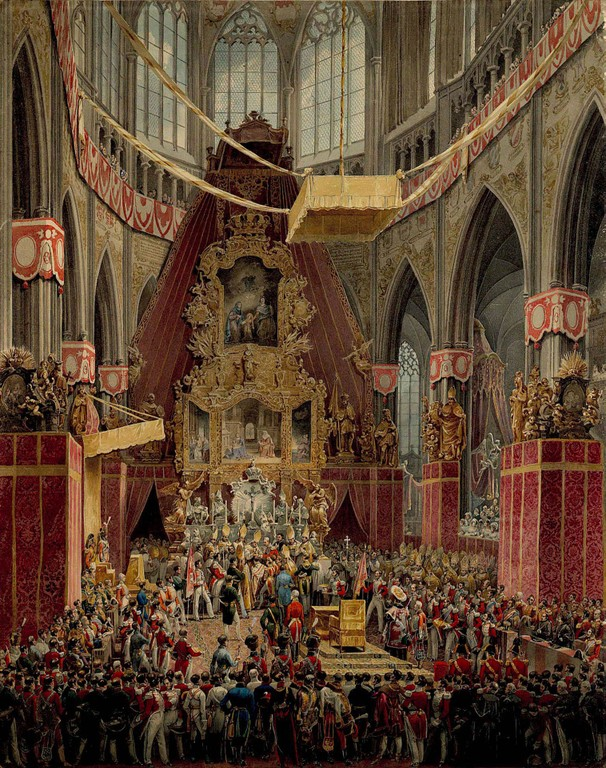
Die Krönung von König Ferdinand V. im Veitsdom 1836

Schon vor dem Neubau des Doms unter Kaiser Karl IV. war der Veitsdom Krönungskirche und Grablege der böhmischen Herrscher. So werden in der Kronkammer des Doms, im Geschoss über der Wenzelskapelle gelegen und nur durch diese zugänglich, die Krönungsinsignien, darunter die Wenzelskrone, aufbewahrt. Seit 1867 ist die Kronkammer durch sieben Schlösser versperrt, deren Schlüssel bei sieben verschiedenen Prager Honoratioren hinterlegt sind.

### Kaiser- und Königsgräber
Neben dem heiligen Johannes Nepomuk sind im Veitsdom folgende Monarchen sowie ihre Familienmitglieder bestattet:
1. Bořivoj II., Herzog von Böhmen (um 1064 – 2. Februar 1124)
2. Ottokar I. Přemysl, König von Böhmen (1155 – 15. Dezember 1230)
3. Ottokar II. Přemysl, König von Böhmen (1232 – 26. August 1278)
4. Rudolf II., Herzog von Österreich (1270 – 10. Mai 1290), Bruder von Jutta von Habsburg
5. Jutta von Habsburg (13. März 1271 – 18. Juni 1296), Gemahlin von König Wenzel II.
6. Wenzel II., König von Böhmen (17. September 1271 – 21. Juni 1305)
7. Rudolf I., König von Böhmen (1282 – 4. Juli 1307)
8. Blanca Margarete von Valois (1317 – 1. August 1348), Gemahlin von Kaiser Karl IV.
9. Kaiser Karl IV. (14. Mai 1316 – 29. November 1378)
10. Wenzel IV., römisch-deutscher König, König von Böhmen (26. Februar 1361 – 16. August 1419)
11. Georg Podiebrad, König von Böhmen (6. April 1420 – 22. März 1471)
12. Anna von Böhmen und Ungarn (23. Juli 1503 – 27. Januar 1547), Erbtochter von König Vladislav II.
13. Ladislaus Postumus, König von Böhmen (22. Februar 1440 – 23. November 1457), Sohn der Elisabeth von Luxemburg
14. Kaiser Ferdinand I. (10. März 1503 – 25. Juli 1564), Gemahl von Anna von Böhmen und Ungarn
15. Kaiser Maximilian II. (31. Juli 1527 – 12. Oktober 1576), Sohn Kaiser Ferdinands I.
16. Erzherzogin Eleonore (4. November 1568 – 12. März 1580), Tochter Kaiser Maximilians II.
17. Kaiser Rudolf II. (18. Juli 1552 – 20. Januar 1612), Sohn Kaiser Maximilians II.
18. Maria Amalia von Österreich  (26. Februar 1746 – 18. Juni 1804), Tochter von Maria Theresia I.

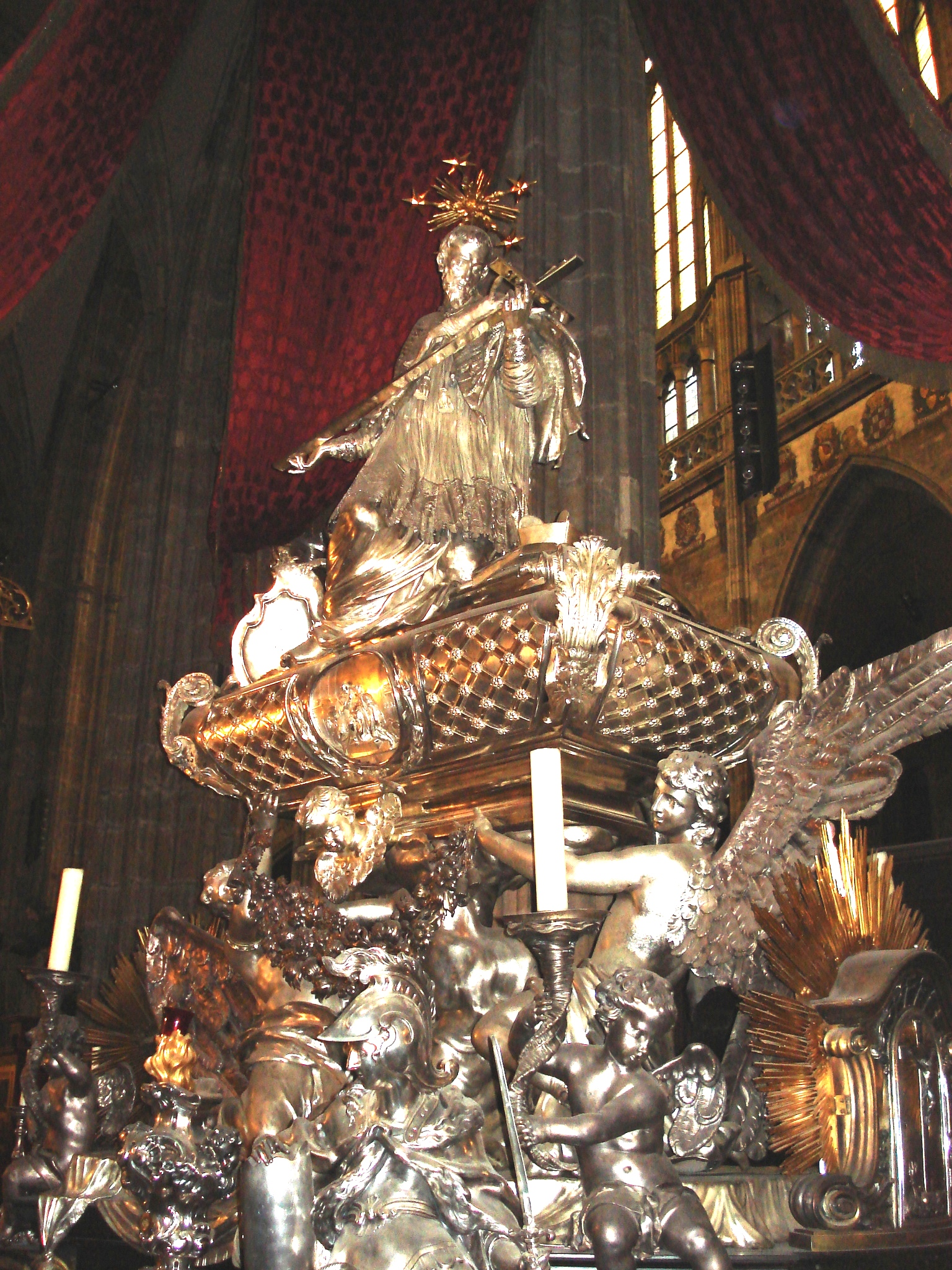
Grab des Johann Nepomuk
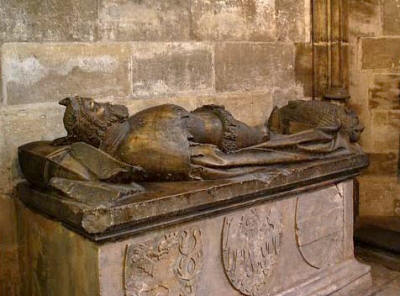
Grab von König Ottokar II.
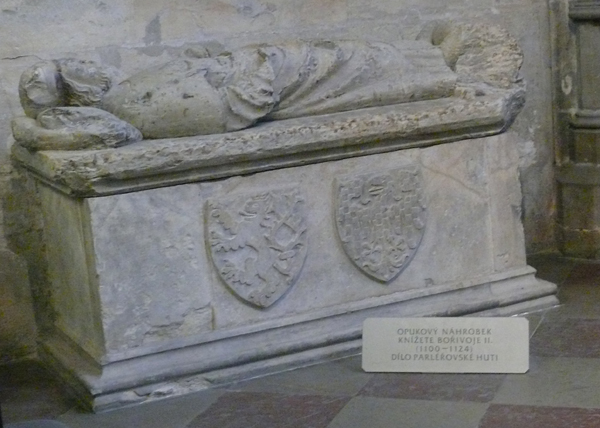
Grab von  Bořivoj II.
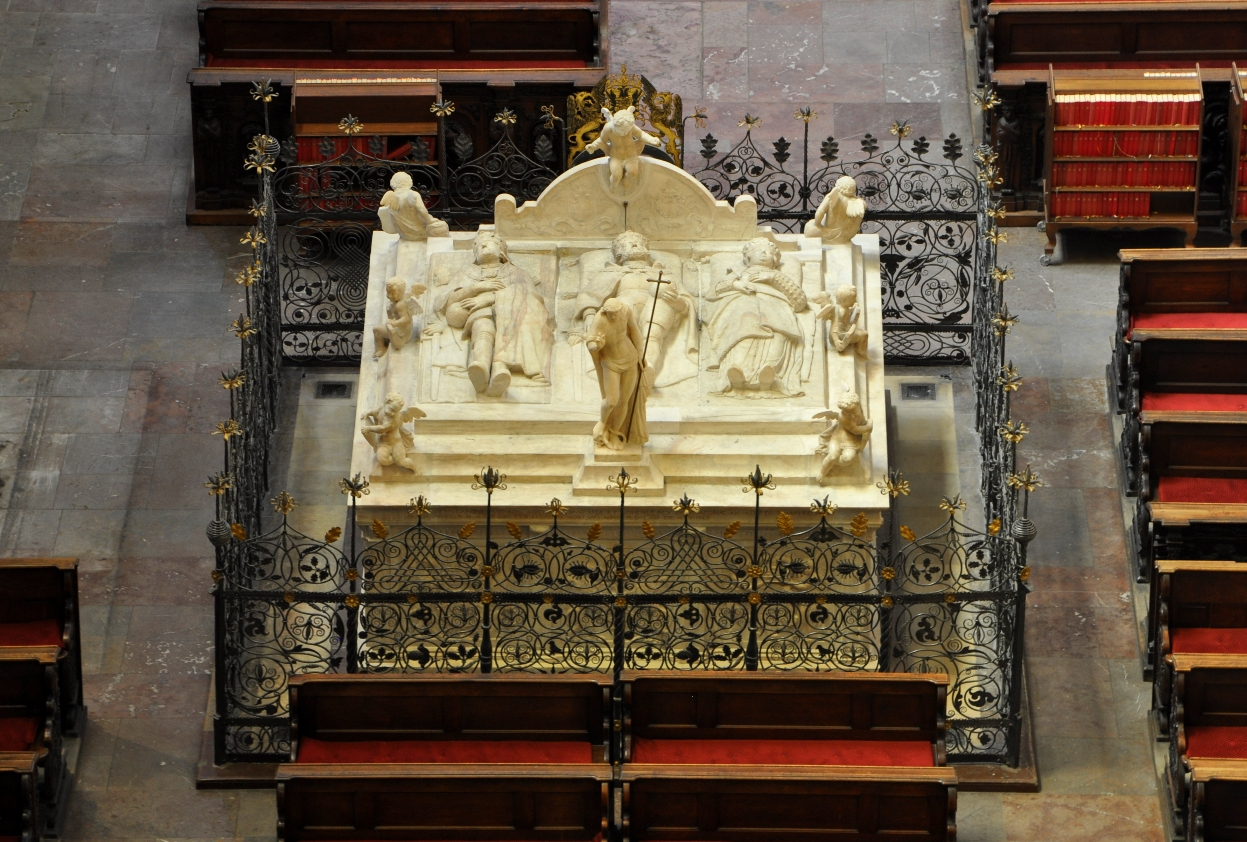
Sammelgrab von Kaiser Ferdinand I.,  Kaiser Maximilian II. und Kaiserin Anna

## Orgeln

### Seitenschiff

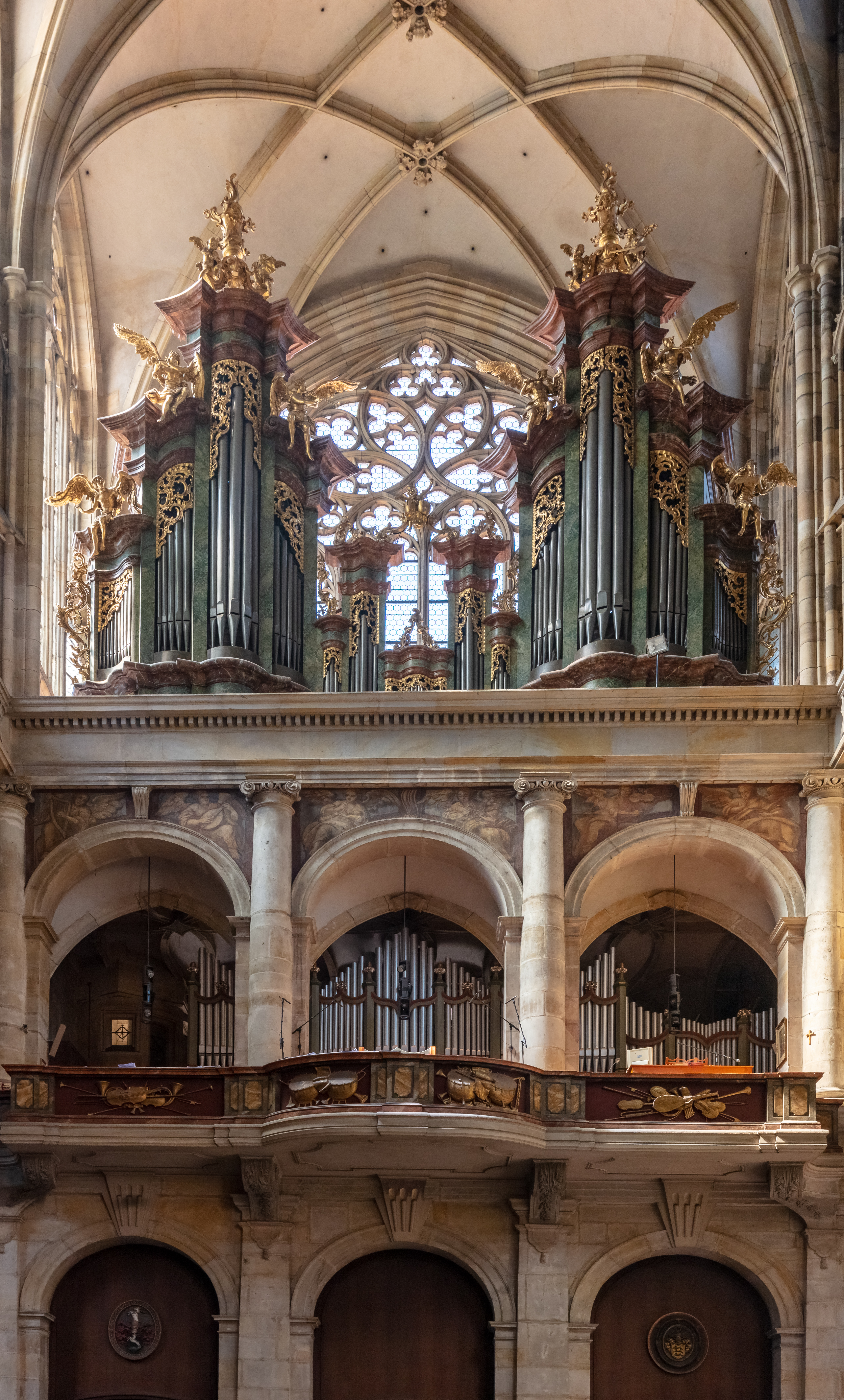
Blick auf die beiden Orgelprospekte

Im nördlichen Seitenschiff befinden sich auf den Emporen zwei Orgelgehäuse. Das Gehäuse auf der oberen Empore gehörte zu einer Barockorgel, die 1765 von Anton Gartner erbaut wurde. Das Instrument hatte 40 Register auf 3 Manualen und Pedal. 1909 wurde das Orgelwerk abtransportiert und ging verloren. Das Gehäuse ist heute leer und dient als reiner Dekor.
Auf der darunter liegenden Empore befindet sich ein neoklassizistisches Orgelgehäuse, in dem die derzeitige Domorgel untergebracht ist. Das Instrument wurde in den Jahren 1929–31 von dem Orgelbauer Josef Melzel gebaut; 1999–2001 wurde das Instrument durch die Orgelbaufirma Brachtl a Kánský generalüberholt.
Das im Verhältnis zum großen Kirchenraum eher bescheidene Instrument hat 58 Register (4.475 Pfeifen) auf 3 Manualen und Pedal. Das Orgelwerk hat eine große Anzahl von Grundstimmen (Flöten und Prinzipale) und vergleichsweise wenige Zungenstimmen (insgesamt 8); mit dieser Disposition hat das Instrument einen eher sanften Ton – eine typische Eigenschaft postromantischer Orgeln. Die Spiel- und Register-Trakturen sind rein pneumatisch.
| I Hauptwerk C–g3 |                |        |
| 01.              | Bourdon        | 16′    |
| 02.              | Principál      | 08′    |
| 03.              | Oktáva         | 08′    |
| 04.              | Viola          | 08′    |
| 05.              | Dolce          | 08′    |
| 06.              | Hohlflöte      | 08′    |
| 07.              | Zartflöte      | 08′    |
| 08.              | Grobgedackt    | 08′    |
| 09.              | Préstant       | 04′    |
| 10.              | Rohrflöte      | 04′    |
| 11.              | Rauschpfeife 0 | 02 ⁄3′ |
| 12.              | Mixtura        | 02 ⁄3′ |
| 13.              | Tromba         | 08′    |
| 14.              | Horn           | 08′    |
| 15.              | Clairon        | 04′    |

| II. Manualwerk C–g3 |               |         |
| 16.                 | Principál     | 16′     |
| 17.                 | Salicet       | 16′     |
| 18.                 | Diapason      | 08′     |
| 19.                 | Violon        | 08′     |
| 20.                 | Doppelflöte 0 | 08′     |
| 21.                 | Portunál      | 08′     |
| 22.                 | Amabilis      | 08′     |
| 23.                 | Tibia         | 08′     |
| 24.                 | Salicional 0  | 08′     |
| 25.                 | Dulciana      | 08′     |
| 26.                 | Aeolus        | 08′     |
| 27.                 | Copula        | 04′     |
| 28.                 | Fugara        | 04′     |
| 29.                 | Quinte        | 04 2⁄3′ |
| 30.                 | Quinte        | 02 ⁄3′  |
| 31.                 | Picola        | 02′     |
| 32.                 | Terz          | 01 3⁄5′ |
| 33.                 | Mixtura       | 02 ⁄3′  |
| 34.                 | Frenchhorn    | 08′     |
|                     | Tremulant     |         |

| III Schwellwerk C–g3 |                |         |
| 35.                  | Quintatön      | 16′     |
| 36.                  | Principál      | 08′     |
| 37.                  | Principalflöte | 08′     |
| 38.                  | Gamba          | 08′     |
| 39.                  | Aeolina        | 08′     |
| 40.                  | Voix celest    | 08′     |
| 41.                  | Zartgedackt    | 08′     |
| 42.                  | Soloflöte      | 08′     |
| 43.                  | Violino        | 04′     |
| 44.                  | Traversflöte 0 | 04′     |
| 45.                  | Oktáva         | 04′     |
| 46.                  | Quinte         | 02 ⁄3′  |
| 47.                  | Flageolet      | 02′     |
| 48.                  | Terz           | 01 3⁄5′ |
| 49.                  | Klarinet       | 08′     |
| 50.                  | Hoboe          | 08′     |
| 51.                  | Waldhorn       | 08′     |
|                      | Tremulant      |         |

| Pedalwerk C–g1 |                |     |
| 52.            | Violon bas     | 16′ |
| 53.            | Subbas         | 16′ |
| 54.            | Stillgedackt 0 | 16′ |
| 55.            | Bassflöte      | 08′ |
| 56.            | Oktavbass      | 08′ |
| 57.            | Čello          | 08′ |
| 58.            | Bombard        | 16′ |

- Koppeln:
  - Normalkoppeln: II/I, III/I, III/II, I/P, II/P, III/P
  - Suboktavkoppeln: I/I, II/I, II/II, III/I, III/II, III/III,
  - Superoktavkoppeln: I/I, II/I, II/II, III/I, III/II, III/III, P/P
  - Sonstige Koppeln: P/III, Generalkoppel
- Spielhilfen: Diverse freie Kombinationen, feste Kombinationen (f, ff, pleno, tutti, als Fußtritte); Pedalpiano; Absteller; Registercrescendo

### Westwerk
Im Jahr 2017 wurde der deutsche Orgelbauer Gerhard Grenzing mit dem Bau einer neuen großen Domorgel beauftragt. Ende 2019 war das neue Instrument in der Werkstatt in El Papiol (Spanien) fertig gestellt, es ist aber noch nicht eingebaut.
Die neue Orgel mit einem Gewicht von über 30 Tonnen wird auf dem Chor über dem westlichen Eingang des Doms aufgestellt und wird den Blick auf die große Fensterrosette frei lassen. Das moderne Design des Instruments stammt von dem Designer Peter Olaf. Es wird 110 Register (6500 Pfeifen) auf vier Manualwerken und Pedal haben.
| I Hauptwerk C–c4 |                      |         |
| 01.              | Bourdon              | 32′     |
| 02.              | Montre               | 16′     |
| 03.              | Bourdon              | 16′     |
| 04.              | Montre               | 08′     |
| 05.              | Montre II            | 08′     |
| 06.              | Suavial              | 08′     |
| 07.              | Gambe                | 08′     |
| 08.              | Flûte harmonique     | 08′     |
| 09.              | Bourdon à chéminée 0 | 08′     |
| 10.              | Grosse Quinte        | 05 1⁄3′ |
| 11.              | Prestant             | 04′     |
| 12.              | Flûte ouverte        | 04′     |
| 13.              | Grosse Tierce        | 03 1⁄5′ |
| 14.              | Quinte               | 02 ⁄3′  |
| 15.              | Doublette            | 02′     |
| 16.              | Fourniture V-VI      |         |
| 17.              | Cymbale III-IV       |         |
| 18.              | Cornet II-V          |         |
| 19.              | Trompete             | 16′     |
| 20.              | Trompette            | 08′     |

| II Positiv C–c4 |               |         |
| 21.             | Quintaton     | 16′     |
| 22.             | Principal     | 08′     |
| 23.             | Gemshorn      | 08′     |
| 24.             | Salicional    | 08′     |
| 25.             | Unda maris    | 08′     |
| 26.             | Bourdon       | 08′     |
| 27.             | Prestant      | 04′     |
| 28.             | Viole         | 04′     |
| 29.             | Flûte douce 0 | 04′     |
| 30.             | Nasard        | 02 ⁄3′  |
| 31.             | Doublette     | 02′     |
| 32.             | Tierce        | 01 3⁄5′ |
| 33.             | Larigot       | 01 ⁄3′  |
| 34.             | Septième      | 01 ⁄7′  |
| 35.             | Piccolo       | 01′     |
| 36.             | Mixture IV    |         |
| 37.             | Basson        | 16′     |
| 38.             | Trompette     | 08′     |
| 39.             | Clarinette    | 08′     |
|                 | Tremulant     |         |

| III Schwellwerk C–c4 |                      |        |
| 40.                  | Bourdon              | 16′    |
| 41.                  | Salicional           | 16′    |
| 42.                  | Diapason             | 08′    |
| 43.                  | Gambe                | 08′    |
| 44.                  | Voix céleste         | 08′    |
| 45.                  | Aeoline              | 08′    |
| 46.                  | Cor de nuit          | 08′    |
| 47.                  | Flûte traversière    | 08′    |
| 48.                  | Octave               | 04′    |
| 49.                  | Flute octaviante     | 04′    |
| 50.                  | Nasard               | 02 ⁄3′ |
| 51.                  | Octavin              | 02′    |
| 52.                  | Plein jeu IV         |        |
| 53.                  | Bombarde             | 16′    |
| 54.                  | Hautbois             | 08′    |
| 55.                  | Trompette harmonique | 08′    |
| 56.                  | Voix humaine         | 08′    |
| 57.                  | Clairon              | 04′    |
|                      | Tremulant            |        |

| IV Solo Grand Cornet C–c4 |                          |         |
| 58.                       | Subbass                  | 16′     |
| 59.                       | Quinte Majeure           | 10 2⁄3′ |
| 60.                       | Basse                    | 08′     |
| 61.                       | Flûte                    | 08′     |
| 62.                       | Flûte Celeste            | 08′     |
| 63.                       | Tierce impériale         | 06 2⁄5′ |
| 64.                       | Grosse Quinte            | 05 1⁄3′ |
| 65.                       | Septime majeure          | 04 ⁄7′  |
| 66.                       | Flûte                    | 04′     |
| 67.                       | Flûte Double             | 04′     |
| 68.                       | Grosse Tierce            | 03 1⁄5′ |
| 69.                       | Nasard                   | 02 ⁄3′  |
| 70.                       | Grosse Septime           | 02 ⁄7′  |
| 71.                       | Quarte de nasard 0       | 02′     |
| 72.                       | Tierce                   | 01 3⁄5′ |
| 73.                       | Mixture VI               |         |
| 74.                       | Fourniture en tierce II0 |         |

| IV Solo Chamades C–c4 |                    |     |
| 75.                   | Chamade 0000000000 | 16′ |
| 76.                   | Chamade            | 08′ |
| 77.                   | Chamade            | 04′ |

| IV Solo Fanfaren C–c4 |                        |     |
| 78.                   | Stentorprincipal 00000 | 08′ |
| 79.                   | Stentoroctave          | 04′ |
| 80.                   | Stentorpifano          | 02′ |
| 81.                   | Tuba major             | 16′ |
| 82.                   | Tuba pontificalis      | 08′ |
| 83.                   | Tuba minor             | 04′ |

| Pedal C–g1 |                  |         |
| 84.        | Fundament        | 64′     |
| 85.        | Bourdon          | 32′     |
| 86.        | Prestant         | 32′     |
| 87.        | Principal        | 16′     |
| 88.        | Soubbasse        | 16′     |
| 89.        | Contrebasse      | 16′     |
| 90.        | Montre           | 16′     |
| 91.        | Bourdon          | 16′     |
| 92.        | Salicet          | 16′     |
| 93.        | Quinte Majeure   | 10 2⁄3′ |
| 94.        | Principal        | 08′     |
| 95.        | Bourdon          | 08′     |
| 96.        | Violoncelle      | 08′     |
| 97.        | Octave           | 08′     |
| 98.        | Tierce impériale | 06 2⁄5′ |
| 99.        | Grosse Quinte    | 05 1⁄3′ |
| 100.       | Septime majeure  | 04 ⁄7′  |
| 101.       | Octave           | 04′     |
| 102.       | Grosse Tierce    | 03 1⁄5′ |
| 103.       | Grosse Septime 0 | 02 ⁄7′  |
| 104.       | Kontraposaune 0  | 32′     |
| 105.       | Bombarde         | 16′     |
| 106.       | Posaune          | 16′     |
| 107.       | Fagott           | 16′     |
| 108.       | Fagott           | 08′     |
| 109.       | Trompete         | 08′     |
| 110.       | Clairon          | 04′     |

- Koppeln:
- Anmerkungen:

1. ↑  Hochdruckwerk.
2. ↑  Schwellwerk.

### Organisten
František Xaver Brixi (1732–71) wurde 1750 Organist am Veitsdom in Prag. Wegen seiner außergewöhnlichen musikalischen Begabung wurde er am 1. Januar 1759 zum Regens chori am Veitsdom berufen. Dieses bedeutendste Amt im Prager Musikleben bekleidete er bis zu seinem Tod.
Robert Führer (1807–1861) wurde am 11. Januar 1831 erster Organist am Veitsdom. Josef Foerster (1833–1907) war ab 1887 Chorleiter am Veitsdom.

## Glocken

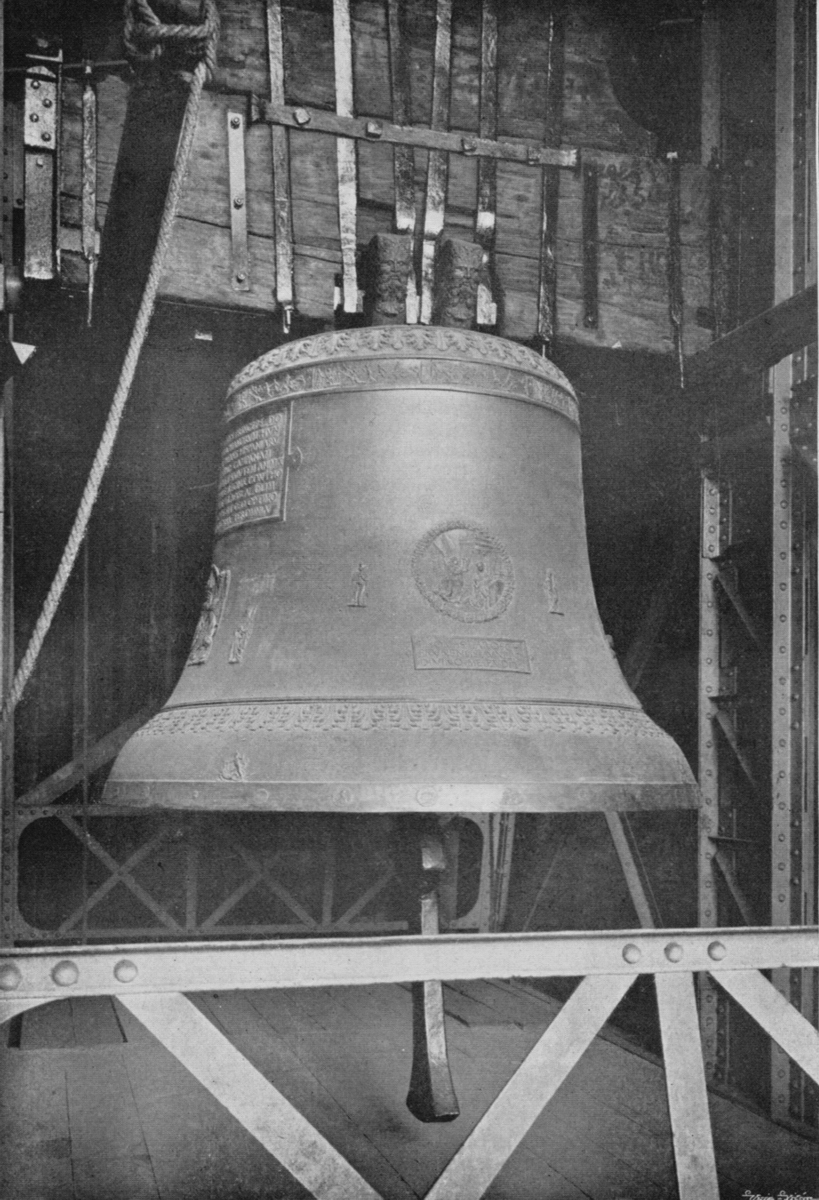
Sigismundglocke von 1549

Das Geläut des Veitsdoms umfasst sieben Kirchenglocken. Die Sigismundglocke ist die größte Glocke des Domes und darüber hinaus die größte Glocke Tschechiens. Bis heute wird diese Glocke durch vier Personen von Hand geläutet. Die zweitgrößte wird von zwei und die übrigen fünf Glocken werden von je einer Person geläutet. Im Jahr 2012 wurden die drei fehlenden Glocken ergänzt.
| Nr. | Name             | Gussjahr | Gießer                                       | Durchmesser (mm, ca.) | Masse (kg, ca.) | Schlagton |
| 1   | Sigismund        | 1549     | Thomas Jarosch (Brünn)                       | 2.560                 | 13.500          | ges0      |
| 2   | Wenzel           | 1542     | Meister Andreas und Matthias von Prag        | 1.760                 | 4.500           | c1        |
| 3   | Johannes Baptist | 1546     | Meister Stanislav von Prag                   | 1.580                 | 3.500           | es1       |
| 4   | Dominik(al)      | 2012     | Leticie Vránová-Dytrychová, Brodek u Přerova |                       |                 | g1        |
| 5   | Josef            | 1602     | Martin Hilger                                | 820                   | 300             | h1        |
| 6   | Maria            | 2012     | Leticie Vránová-Dytrychová, Brodek           |                       |                 | es2       |
| 7   | Jesus            | 2012     | Leticie Vránová-Dytrychová, Brodek           |                       |                 | g2        |